# Katongoron
Katongoron est l'un des districts de la sous-préfecture de Kamsar, situé dans la préfecture de Boké en république de Guinée.

## Géographie

### Démographie
- En 2014, le district comptait 1 289 habitants selon les RGPH 2014[1].